# Новоолександрівка (Смолінська селищна громада)
Новоолекса́ндрівка — село в Україні, у Смолінській селищній громаді Новоукраїнського району Кіровоградської області. Населення становить 90 осіб. Орган місцевого самоврядування — Смолінська селищна рада.

## Історія
Станом на 1886 рік у селі Маловисківської волості Єлисаветградського повіту Херсонської губернії, мешкало 139 осіб, налічувалось 20 дворових господарств, існував трактир.

## Населення
Згідно з переписом УРСР 1989 року чисельність наявного населення села становила 111 осіб, з яких 40 чоловіків та 71 жінка.
За переписом населення України 2001 року в селі мешкало 90 осіб.

### Мова
Розподіл населення за рідною мовою за даними перепису 2001 року:
| Мова       | Відсоток |
| ---------- | -------- |
| українська | 92,22 %  |
| російська  | 4,44 %   |
| молдовська | 3,33 %   |